# Erecella
Genre
Erecella est un genre d'opilions laniatores de la famille des Assamiidae.

## Distribution
Les espèces de ce genre se rencontrent en Afrique de l'Est et en Afrique centrale.

## Liste des espèces
Selon World Catalogue of Opiliones (08/06/2021) :
- Erecella basilewskyi Lawrence, 1962
- Erecella biseriata Roewer, 1961
- Erecella brunnea Roewer, 1940
- Erecella flava Roewer, 1935
- Erecella lutea Roewer, 1935
- Erecella nigropicta Roewer, 1961
- Erecella signata (Roewer, 1950)
- Erecella transversalis Roewer, 1961
- Erecella walikaleana Kauri, 1985

## Publication originale
- Staręga, 1992 : « An annotated check-list of harvestmen, excluding Phalangiidae, of the Afrotropical Region (Opiliones). » Annals of the Natal Museum, vol. 33, no 2, p. 271–336 (texte intégral).